# Ataques de agosto de 2016 em Quetta
Em 8 de agosto de 2016, terroristas atacaram o Hospital Governamental de Quetta, no Paquistão, com um atentado suicida e tiroteio. Eles mataram mais de 70 pessoas, principalmente advogados, e feriram mais de 130 outras. As vítimas fatais foram principalmente advogados que se reuniram no hospital para onde o corpo do advogado Bilal Anwar Kasi, presidente da Ordem dos Advogados do Baluchistão, foi levado depois que ele foi morto a tiros por um atirador desconhecido. A responsabilidade pelo ataque foi reivindicada por vários grupos islâmicos como Jamaat-ul-Ahrar e o Estado Islâmico. Entre 70 e 94 pessoas foram mortas e mais de 120 feridas. 54 dos mortos eram advogados.
Em 6 de dezembro de 2016, o mentor do ataque, Jehangir Badini, foi morto em Pishin durante uma operação das forças de segurança.